# Short Tucano

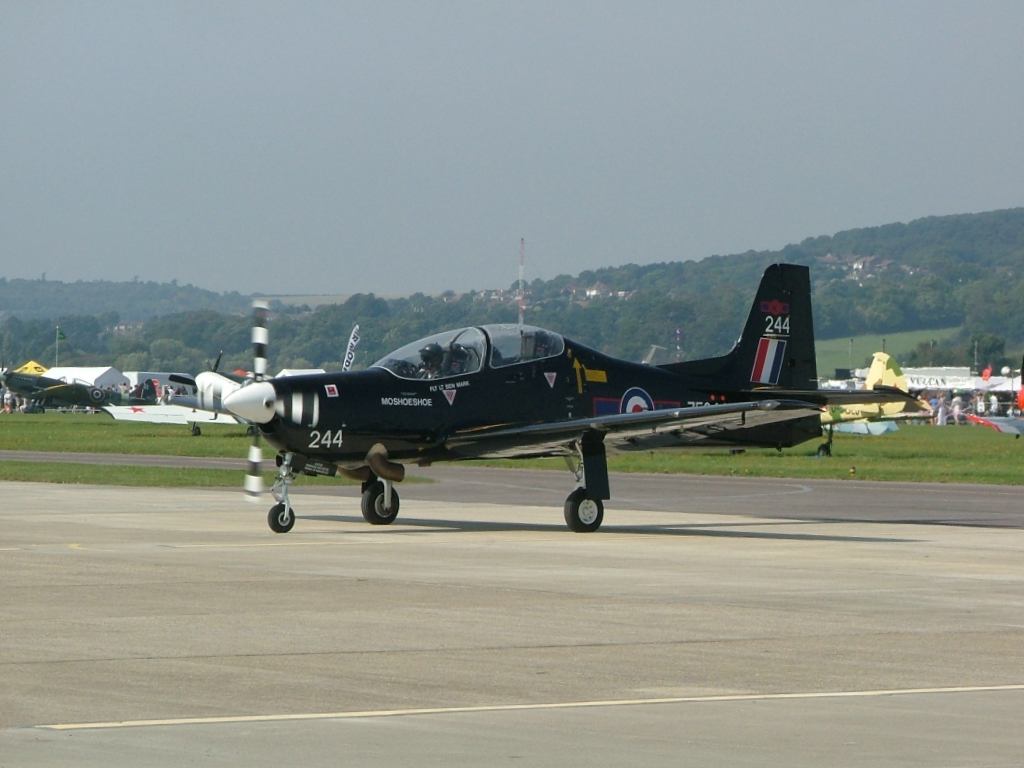
Short Tucano T1 der RAF No. 72 Squadron

Die Short S-312, auch als Short Tucano oder Short S-312 T Mk 1 bekannt, ist ein zweisitziges Turboprop-Schulflugzeug der britischen Royal Air Force von 1985.

## Geschichte und Entwicklung
Die Tucano wurde 1985 als Nachfolger des Schulflugzeugs BAC Jet Provost gewählt. Sie entstand aus der brasilianischen Embraer EMB-312 Tucano, allerdings erhielt sie das Garrett-TPE331-Triebwerk, mit dem sie höhere Geschwindigkeiten erreicht. Der Garrett-Turbopropmotor erzeugte allerdings eine ganze Reihe von Motorproblemen. So konnte das Flugzeug erst ab 1989 in Dienst gestellt werden.
Neben dem Motor gibt es noch weitere Unterschiede zur Embraer Tucano – so hat sie einen festeren Flugzeugrahmen, ein neues Cockpit (baugleich mit dem der BAE Hawk), einen Vierblattpropeller anstatt eines Dreiblattpropellers, ventrale Luftdruckbremse und neue Flügelspitzen sowie den Martin-Baker-Schleudersitz MB 8LC für beide Besatzungsmitglieder.
Im Betrieb erwies sich die Short S-312 Tucano um 70 % wirtschaftlicher als ihr Vorgänger, der in den späten 1960er-Jahren (Erstflug 1967) entwickelt worden war. Sie hat eine größere Flugdauer und Reichweite als die strahlgetriebene BAC Jet Provost T.5.

## Einsatzländer
Kenia13 Tucano Mk.51
 Kuwait16 Tucano Mk.52
 Vereinigtes Königreich130 Tucano T1

## Technische Daten
| Kenngröße             | Daten                                |
| --------------------- | ------------------------------------ |
| Besatzung             | 2                                    |
| Länge                 | 9,86 m                               |
| Spannweite            | 11,28 m                              |
| Höhe                  | 3,40 m                               |
| Flügelfläche          | 19,33 m²                             |
| Flügelstreckung       | 6,6                                  |
| max. Startmasse       | 2935 kg                              |
| Höchstgeschwindigkeit | 513 km/h                             |
| Dienstgipfelhöhe      | 7.620 m (25.000 ft)                  |
| Reichweite            | 1767 km                              |
| Triebwerk             | eine Gasturbine Honeywell TPE331-12B |

## Zwischenfälle
Am 22. Juni 2015 verunglückte der US-amerikanische Filmkomponist und mehrfache Oscar- und Grammy-Preisträger James Horner tödlich mit seiner privaten Tucano im Los Padres National Forest in  Kalifornien.